# Nokia 1100

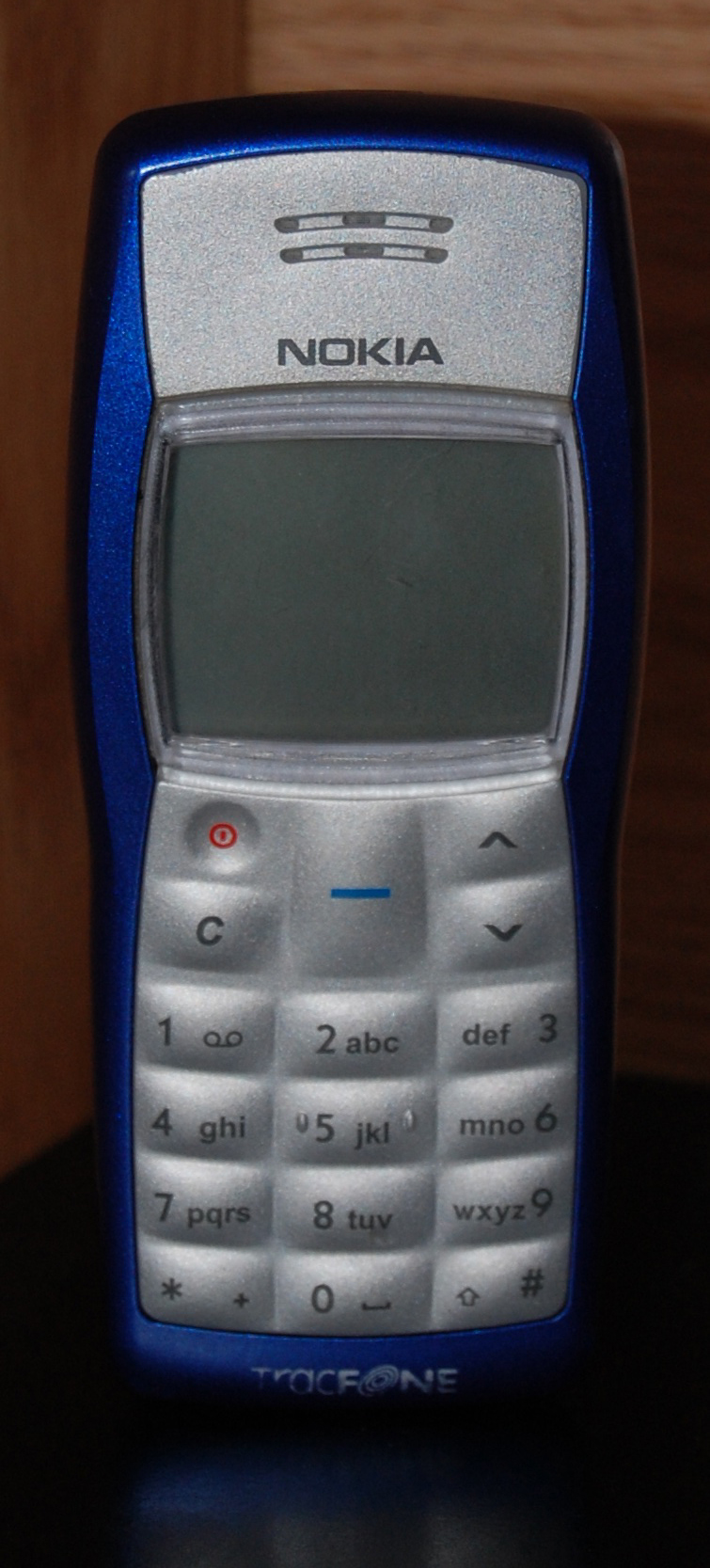
Nokia 1100

Das Nokia 1100 ist ein Handy des finnischen Herstellers Nokia. Das Ende 2003 erschienene und bewusst einfach gehaltene Handy war vor allem für den Markt in Entwicklungsländern konzipiert und ist mit über 200 Millionen verkauften Exemplaren das bislang erfolgreichste Handy.
Mindestens im Jahr 2007 war es damit vor iPod und Playstation das meistverkaufte elektronische Gerät überhaupt, in diesem Jahr lagen seine Verkaufszahlen bei etwa 1 Million Exemplaren pro Woche.
Das unter dem Arbeitsnamen Penny entwickelte Telefon hatte wenige Extras, die aber auf den Einsatz in Gegenden mit unregelmäßiger Stromversorgung und anspruchsvollen Umgebungsbedingungen ausgelegt waren: Es hatte einen rutschfesten Griff, ein staubsicheres Gehäuse, und ließ sich als Taschenlampe benutzen. Die Extras gingen auf eine intensive Marktforschung in den späteren Verkaufsländern zurück, wo Nokia-Vertreter die Einwohner zu Hause besuchten, um herauszufinden, was die wichtigsten Anforderungen an ein Mobiltelefon in dieser Region sind. Insbesondere die Taschenlampe erwies sich dabei als besonderes Verkaufsargument. Sie führte zum Spitznamen ka-torchi für das Handy. Nokia-Marktforscher entwickelten die Funktion, als sie Benutzern anderer Handys dabei zusahen, wie sie deren beleuchteten Bildschirm als improvisiertes Licht benutzten.
Bei der Werbung in Indien, dem größten Einzelmarkt für das Nokia 1100, konzentrierte sich Nokia vollständig auf das untere Marktsegment. Anzeigen, die das Handy in einem Truck am Ende einer einsamen Straße zeigten, betonten seine Eignung für entlegene Gegenden. Nokia betonte weiterhin den Vorteil, den die Konsumenten davon hätten, Originale zu kaufen. Und obwohl das 1100 nicht das erste Handy war, das Textnachrichten in Hindi schreiben konnte, gelang es Nokia über die Werbung, dieses Bild in den Köpfen der Konsumenten zu etablieren.
Das Nokia 1100 verfügt über ein monochromes Display mit einer Auflösung von 96 × 65 Pixeln, eignet sich zum Telefonieren, Verschicken von SMS und hat eine Alarmfunktion. Das Handy verfügt mangels Browser oder anderer Internetdienste über keinerlei integrierte Datenübertragungsstandards wie etwa GPRS oder gar UMTS. Der Akku hielt etwa 4 Tage, während Empfangsqualität und -zuverlässigkeit im Verhältnis zu anderen Mobiltelefonen recht gut waren. Als Betriebssystem kommt das hauseigene Series 30 Betriebssystem zum Einsatz.
John Herrman vom Technologie-Blog Gizmodo beschreibt das Handy als für seine Ansprüche zu leicht, zu klein und selbst für 2003 technisch hoffnungslos veraltet. Er sieht genau darin aber eines der Erfolgskriterien des Handys, da es ja nicht für technologieaffine Amerikaner entwickelt wurde, die Zugriff auf jeweils die neuste Technik haben, sondern für einen Markt, in dem die Versorgung mit Ersatzteilen schwierig ist, ein Softwareupdate eine Ausnahme bilden dürfte und in dem die allgemeine Telefoninfrastruktur noch in ihren Kinderschuhen steckt. Nachteile wie die einfache Technik verwandeln sich unter diesen Bedingungen in Vorteile. Das geringe Gewicht wiederum sorge dafür, dass es auch Stürze relativ gut überstehe. „Das Telefon sollte so lange wie möglich überleben, für so wenig Geld wie möglich sollte es so lange wie möglich telefonieren und Textnachrichten versenden können.“
Nokia 1100, die im ehemaligen Nokia-Werk in Bochum produziert wurden, sollen auf dem Schwarzmarkt fünfstellige Preise erreicht haben, da es durch einen Softwarefehler möglich sein soll, mit ihnen auf die Nummern anderer Teilnehmer zuzugreifen.